# Dansk Skalle
Dansk Skalle är ett produktionsbolag startat 2000 av Emil Larsson och Martin Jern. Duon träffades på Biskops Arnös dokumentärfilmsskola 2000 och gjorde tillsammans dokumentärfilmen Generation: Robinson, vilket blev starten på bolaget. I samband med det startade de också produktionsbolaget Dansk Skalle för att göra långfilm för bio.

## Regi
- 2011 – Odjuret
- 2006 – Du & jag
- 2004 – Fjorton suger
- 2003 – I Love Johan
- 2001 – Generation: Robinson

## Filmmanus
- 2011 – Odjuret
- 2006 – Du & jag
- 2004 – Fjorton suger

## Producent
- 2017 – Rum 213
- 2011 – Odjuret
- 2006 – Du & jag
- 2004 – Fjorton suger